# Wayne Sappleton
Wayne B. Sappleton (nacido el 17 de noviembre de 1960 en Kingston) es un exjugador de baloncesto jamaicano que jugó una temporada en la NBA y otras dos en la liga ACB, desarrollando el resto de su carrera en la liga italiana. Con 2,05 metros de altura, jugaba en la posición de ala-pívot.

## Trayectoria deportiva

### Universidad
Jugó durante cuatro temporadas con los Ramblers de la Universidad Loyola Chicago, en las que promedió 14,8 puntos y 10,5 rebotes por partido. En sus dos últimas temporadas fue incluido en el mejor quinteto de la Midwestern Collegiate Conference, hoy conocida como Horizon League, siendo elegido Jugador del Año en 1982. Posee varios récords de la conferencia, entre ellos el de más rebotes en un partido, con 21 logrados ante Detroit en 1981, o los de promedio de rebotes en una temporada y en una carrera.

### Profesional
Fue elegido en la trigésimo octava posición del Draft de la NBA de 1982 por Golden State Warriors, pero sus derechos fueron traspasados a New Jersey Nets a cambio de una futura segunda ronda del draft. No logra sitio en el equipo, por lo que ficha por el Binova Rieti de la liga italiana, donde juega dos temporadas en las que promedia 23,9 puntos y 13,0 rebotes por partido.
En la temporada 1984-85 es reclamado por los Nets, donde da minutos de descanso a Buck Williams, promediando 2,9 puntos y 2,3 rebotes por partido. Regresa al año siguiente a Italia, donde permanecerá durante 6 temporadas en diferentes equipos de la Serie A2, con unos promedios totales de 23,1 puntos y 11,0 rebotes por partido.
En 1991 se marcha al Ferrys Llíria de la liga ACB, donde jugaría sus dos últimas temporadas como profesional, promediando entre ambas 16,3 puntos y 9,3 rebotes, siendo elegido en marzo de 1993 jugador del mes.

## Estadísticas de su carrera en la NBA

### Temporada regular
| Temporada | Edad | Equipo          | Liga | P  | TIT | MIN | TC  | TCA | %TC  | 3P  | 3PA | %3P | TL  | TLA | %TL  | R.OF. | R.DEF. | REB | ASIS | ROB | TAP | PER | FP  | PTS |
| 1984-85   | 24   | New Jersey Nets | NBA  | 33 | 0   | 9.0 | 1.2 | 2.6 | .471 | 0.0 | 0.0 |     | 0.4 | 1.0 | .412 | 0.8   | 1.4    | 2.3 | 0.2  | 0.2 | 0.1 | 0.6 | 1.5 | 2.9 |
| Total     |      |                 | NBA  | 33 | 0   | 9.0 | 1.2 | 2.6 | .471 | 0.0 | 0.0 |     | 0.4 | 1.0 | .412 | 0.8   | 1.4    | 2.3 | 0.2  | 0.2 | 0.1 | 0.6 | 1.5 | 2.9 |